# Monastero di Tzara surb Astvatzatzin
Il monastero di Tzara Surb Astvatzatzin (anche denominato semplicemente monastero di Tzar) sorgeva nei pressi dell'omonimo villaggio ubicato nel distretto di Kəlbəcər in Azerbaigian, precedentemente nella regione di Shahoumian dell'attuale repubblica di Artsakh (già denominata repubblica del Nagorno Karabakh).
Il complesso risulta fondato nel 1301 ma in epoca sovietica le autorità azere lo distrussero quasi interamente mantenendo solo alcune strutture destinate a magazzino. Il monastero comprendeva due cappelle del tredicesimo secolo e la chiesa della Santa Vergine (Surb Astvatzatzin).